# 硃卷
硃卷，本意指的是在明清科举下，誊录人员用朱笔誊录的考生试卷。到了清代，中式举人将自己的试卷刻印分送亲朋好友。这种刊刻的试卷虽然是墨迹的，但也称为“硃卷”。而现代有人也将登科记、登科录、科第录、科齿录、科名录、题名录、同年录、同年齿录、同年序齿录、同年小录、同年官职录、履历便览、会试录、乡试录、乡会试闱墨等也纳入硃卷的范围中。它是记载科举考试的重要历史文献。

## 起源
名称源于北宋初年的誊录，主要是防范考官认识考生的字迹而作弊，而有专门的誊录人誊录考生的试卷。但此法还不能很好的杜防舞弊。到了明朝，开始规定各类人员用不同颜色的笔。其中誊录生用朱笔，区别于考生的墨笔。

## 组成
清朝政府规定硃卷由履历、科分页、考试文章那个三部分组成。其中履历表一般包含考生本人的履历、本族谱系以及师承关系，一般要记录姓名、字号、行第、生年、籍贯、户籍、住址、功名、撰述。师承又分为受业、问业、受知三种。有的甚至还载有同窗好友的简介。而科分页主要是考生本科科份、登第名次、同考、主考或总裁官的姓氏官阶以及该房原荐评语。考生的文章则指的是考题、答案和简要批语。